# Feruz Nazirov
Feruz Gʻofurovich Nazirov (en ouzbek : Феруз Ғофурович Назиров, en russe : Феруз Гофурович Назиров Ferouz Guofourovitch Nazirov, né le 25 mai 1950) est un homme d'État ouzbek. Il a été ministre de la santé entre 1998 et 2009.

## Biographie
Avant de commencer sa carrière politique, Nazirov est professeur et détenteur d'un doctorat en médecine. Le 23 novembre 1998, il est nommé ministre de la santé, poste jusqu'alors occupé par Shavkat Karimov. Il reste à ce poste jusqu'au 23 avril 2009, quand il est démis de ces fonctions par le président Islom Karimov pour sa mauvaise gestion de la prévention du VIH ainsi que pour le manque d'accès au réseau de santé dans les régions rurales du pays. Il était alors le ministre en poste depuis la plus longue période en Ouzbékistan.